# Notomastus latericeus
Notomastus latericeus är en ringmaskart som beskrevs av Sars 1851. Notomastus latericeus ingår i släktet Notomastus och familjen Capitellidae. Arten är reproducerande i Sverige. Inga underarter finns listade i Catalogue of Life.

## Bildgalleri

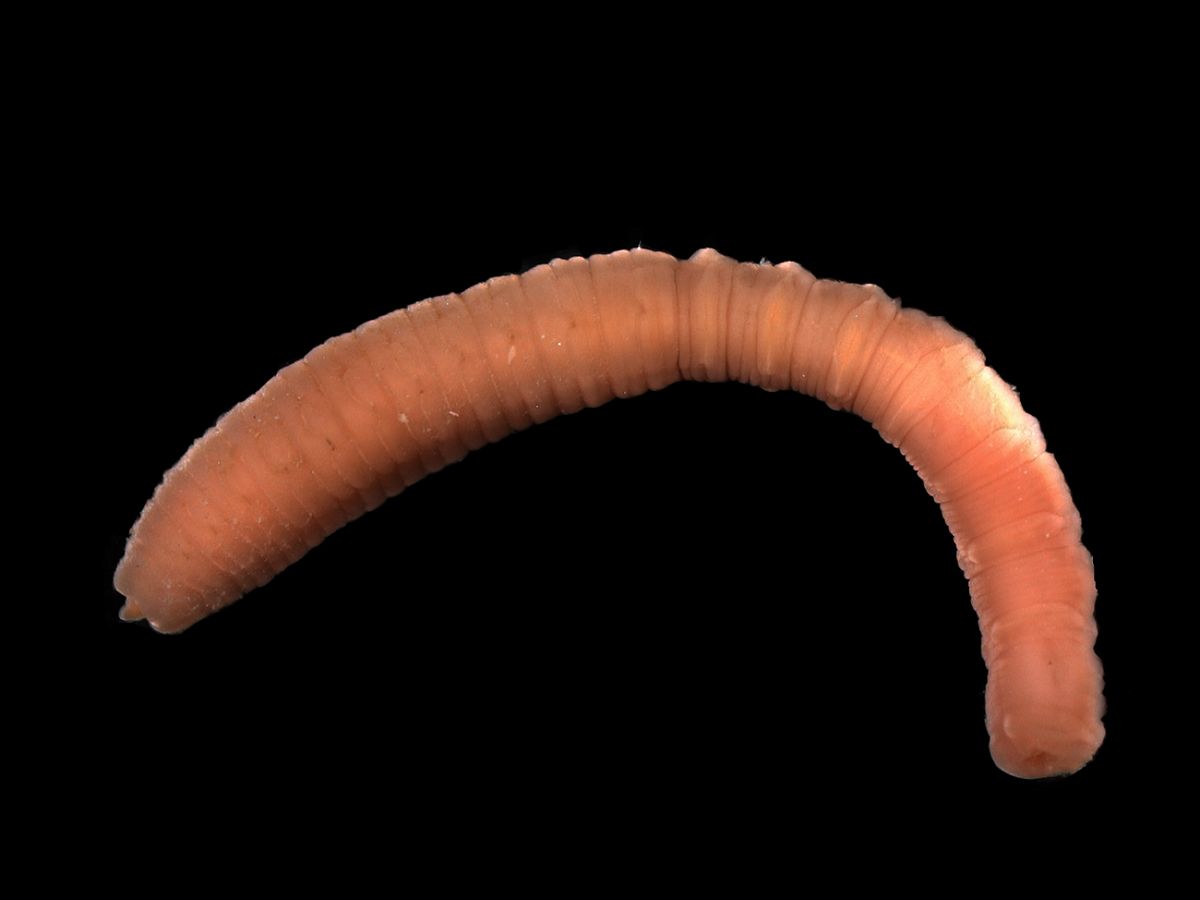